# Герцог Малахівський (дворянський титул)

Герб герцога Малахівського Жана-Жака Пелісьє

Ге́рцог Мала́хівський (фр. Duc de Malakoff) — французький дворянський титул створений імператором Наполеоном III для Маршала Франції Жана-Жака Пелісьє 22 липня 1856 року.
Титул Герцога Малахівського припинив своє існування зі смертю маршала Жана-Жака Пелісьє в 1864 році. 

## Історія появи титулу
8 вересня 1855 року, під час Східної війни відбувся бій за Малахів курган. Це була визначна перемога французьких військ, після якої скінчилась Оборона Севастополя. А 13 лютого 1856 року, з підписанням Паризького миру, скінчилася й Кримська війна. 
22 липня 1856 року, імператор, надає командувачеві французьких військ у Криму, маршалу Пелісью, герцогський титул, на знак його військових заслуг. Титул  Герцог Малахівський був один з чотирьох герцогських титулів наданих за часи Другої Імперії.

## Перелік герцогів Малахівських
- 1856-1864 Жан-Жак Пелісьє (1794—1864) — герцог Малахівський. Французький полководець. Маршал Франції. Сенатор Франції. Великий канцлер Ордену Почесного легіону. Генерал-губернатор Французького Алжиру. Учасник багатьох війн які вела Франція, зокрема керівник (з травня 1855 року) французьких військ під час Східної (Кримської) війни.

## Галерея

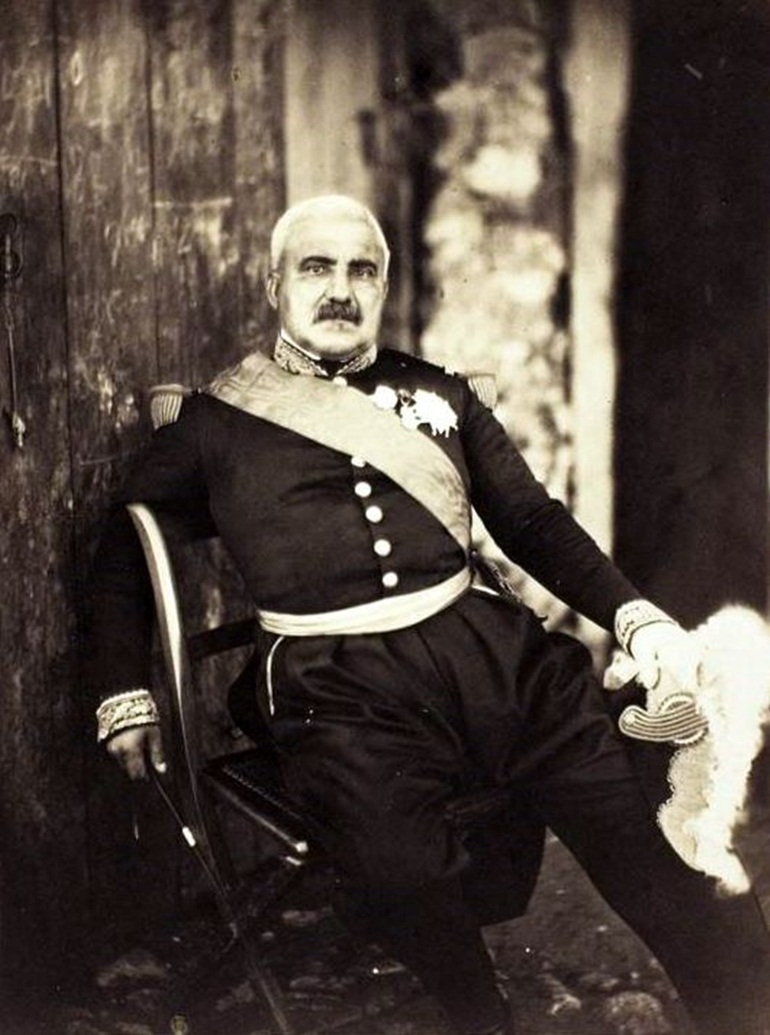
Герцог Малахівський Жан-Жак Пелісьє
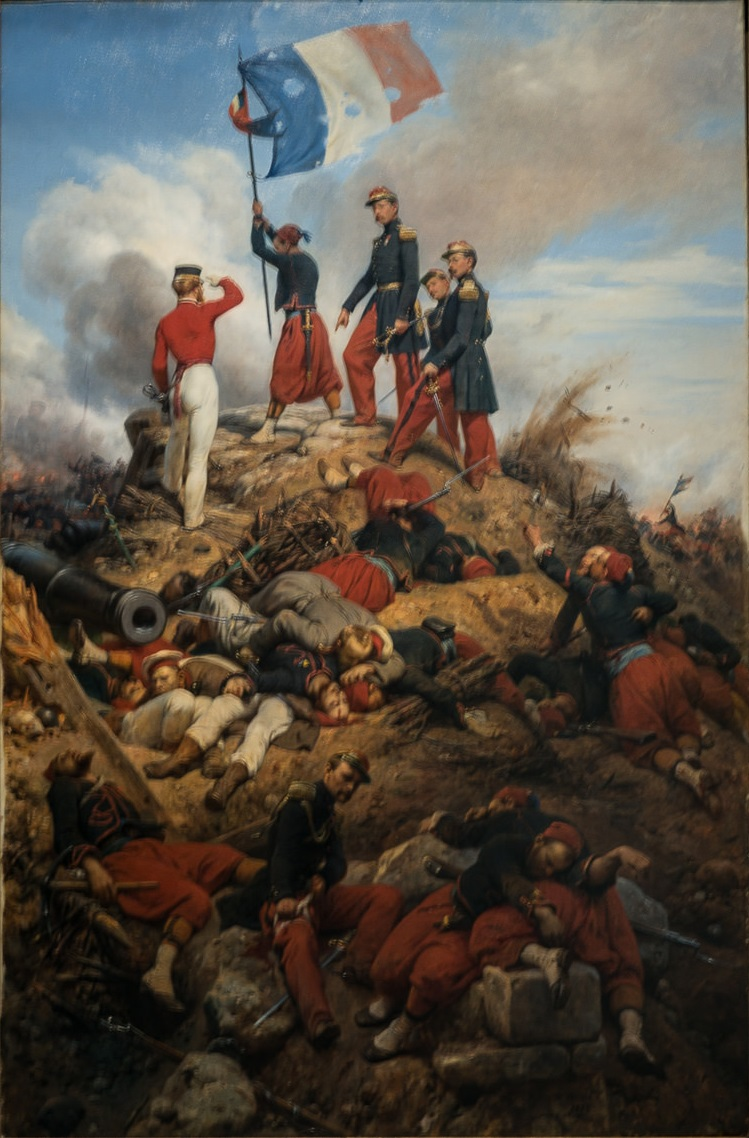
Здобуття Малахіва кургану (мал. Горацій Велнет)
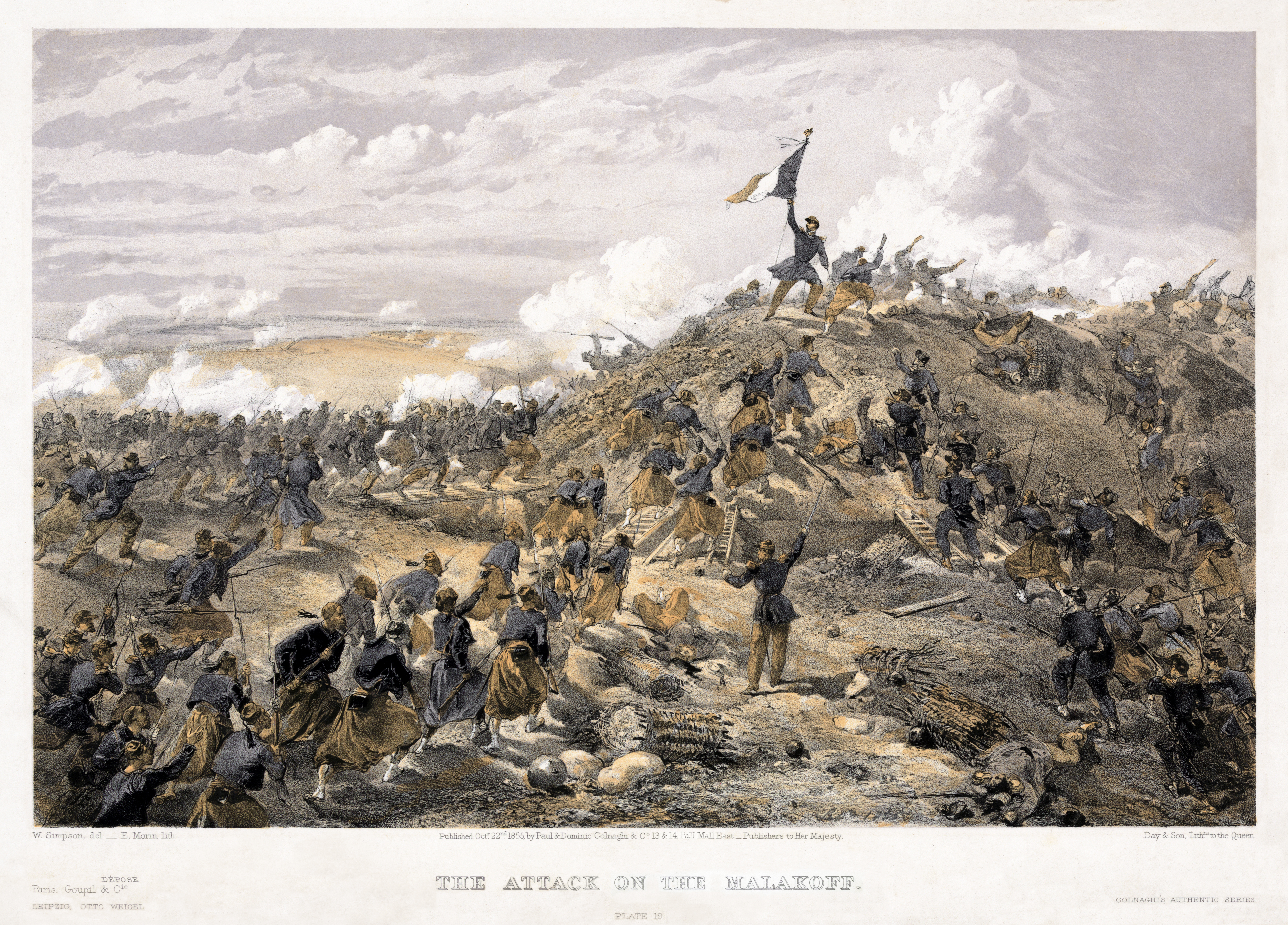
Атака на Малахів курган (мал. Вільям Симпсон)